# 敦刻尔克门
敦刻尔克门（Porte de Dunkerque）是法国里尔的一座城门，位于莱昂·儒奥大道、德勒河畔。2004年11月2日列为法国历史遗迹。

## 历史
敦刻尔克门建于19世纪60年代末，在1858年，里尔合并了瓦泽姆斯（Wazemmes）、穆兰（Moulins）、埃斯奎姆斯（Esquermes）和 Fives。这是当时建造的最后一座城门。1920年代城墙拆除后，此处现在改为体育设施。

## 建筑
此处最初有五根柱子，今天只保留了两根柱子。